# Кроковий шукач

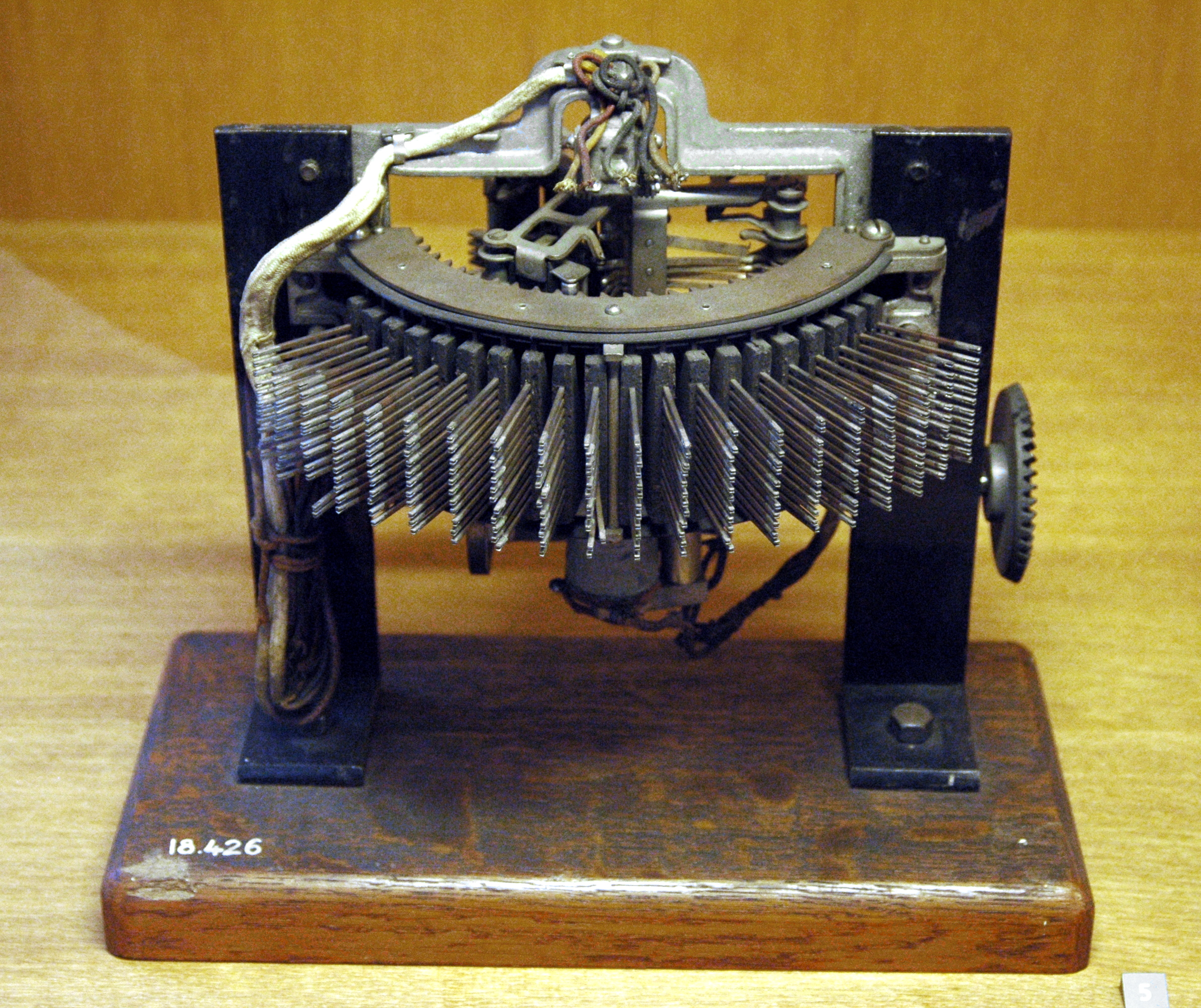
Кроковий шукач в колекції Музею мистецтв і ремесел в Парижі

Кроковий шукач — електромеханічний комутаційний апарат, застосовуваний у системах комутації, автоматизації і управління технологічними процесами.

## Конструкція і принцип роботи
Конструктивно кроковий шукач являє собою набір контактів, які по черзі замикаються бігунком, який, у свою чергу, управляється імпульсами електричної енергії (наприклад, коли імпульс подається на кроковий електродвигун, конструкція якого передбачає обертання комутуючого пристрою на певний кут залежно від числа пар полюсів). Точність позиціонування бігунка на певній парі контактів забезпечується підпружиненим храповим механізмом. Відповідно до поданого числом імпульсів шукач позиціонує бігунок на певній парі контактів, замикаючи потрібний ланцюг.

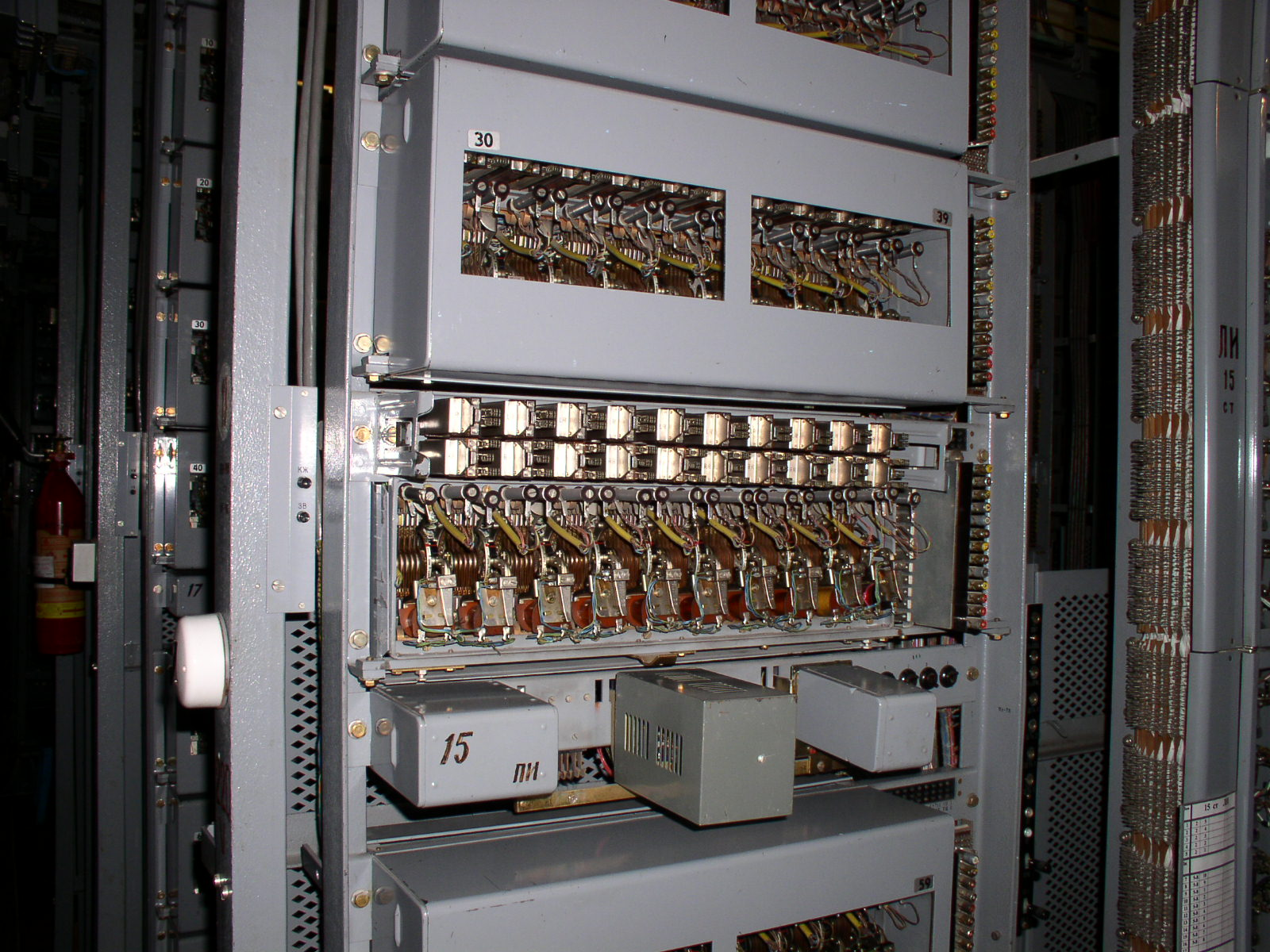
Крокові шукачі в АТС

Кожен імпульс, що надходить в обмотку обертаючого електромагніта, повертає храповой напівциліндр, а разом з ним і щітку навколо осі на один крок в обраній декаді. При відпуску електромагніта собачка, ковзаючи, перескакує на наступний зуб напівциліндра, число імпульсів визначає номер ламелі в декаді, на якій зупиниться щітка. Тим самим вхід шукача (щітка) виявляється сполученим з певним виходом (ламеллю) декади.

## Використання
Крокові шукачі широко використовувались в декадно-крокових АТС, що належали до першого покоління автоматичних систем телефонного комутації.

## Історія винаходу
Кроковий шукач був винайдений в 1889 в Канзас-Сіті (США) американським інженером Елмоном Брауном Строуджером (англ. Almon Brown Strowger). Для просування винаходу на ринок винахідник заснував в 1891 році компанію Strowger Automatic Exchange (з 1901 року — Automatic Electric Co., пізніше — General Telephone and Electronics).